# Spasme œsophagien distal
 Mise en garde médicale
Le spasme œsophagien distal, également connu sous le nom de spasme œsophagien diffus, est une affection caractérisée par des contractions non coordonnées de l'œsophage.

## Symptômes
Les symptômes peuvent inclure des difficultés à avaler, des régurgitations, l'impression que quelque chose est coincé dans la gorge et des douleurs thoraciques. Les difficultés à avaler peuvent survenir aussi bien avec des solides qu'avec des liquides. Les complications peuvent rarement inclure l'achalasie,,.

## Cause
La cause est inconnue. Les épisodes peuvent être déclenchés par une alimentation rapide ou des aliments à température extrême. Les facteurs de risque comprennent le RGO, l'obésité, l'hypercholestérolémie et l'hyperglycémie. Bien que les contractions œsophagiennes ne soient pas coordonnées, elles sont d'une force normale et le bas de l'œsophage s'ouvre normalement.

## Diagnostic
Le diagnostic peut être étayé par la manométrie œsophagienne, avec des tests tels que l'endoscopie et la déglutition au baryum pour exclure d'autres causes. Il s'agit d'un type de trouble de la motilité œsophagienne,.

## Traitement
Les options thérapeutiques comprennent l'huile de menthe poivrée, les nitrates, les inhibiteurs calciques, la dilatation de l'œsophage et les injections de toxine botulique. Les inhibiteurs de la pompe à protons peuvent être utilisés pour traiter le RGO associé. Dans de rares cas, une intervention chirurgicale peut être pratiquée. Les résultats sont variables,.

## Épidémiologie
Le spasme œsophagien diffus touche environ 1 personne sur 100 000 par an. Il représente moins de 10 % des douleurs thoraciques non liées au cœur. Il est plus fréquent chez les personnes âgées d'environ 60 ans et les femmes sont plus souvent touchées que les hommes,.

## Histoire
L'affection a été décrite pour la première fois en 1889 par Osgood.